# Asian Rugby Championship 1980
El Asian Rugby Championship  de 1980 fue la 7.ª edición del principal torneo asiático de rugby.

## Desarrollo

### Grupo A
| Pos. | Equipo        | Encuentros | Encuentros | Encuentros | Encuentros | Tantos  | Tantos    | Tantos     | Puntos Totales |
| Pos. | Equipo        | jugados    | ganados    | empatados  | perdidos   | a favor | en contra | diferencia | Puntos Totales |
| ---- | ------------- | ---------- | ---------- | ---------- | ---------- | ------- | --------- | ---------- | -------------- |
| 1    | Corea del Sur | 3          | 2          | 1          | 0          | 60      | 33        | 27         | 5              |
| 2    | Taiwán        | 3          | 2          | 0          | 1          | 77      | 45        | 32         | 4              |
| 3    | Tailandia     | 3          | 1          | 1          | 1          | 61      | 45        | 16         | 3              |
| 4    | Singapur      | 3          | 0          | 0          | 3          | 25      | 100       | - 75       | 0              |

Nota: Se otorgan 2 puntos al equipo que gane un partido, 1 al que empate y 0 al que pierda
| 9 de noviembre | Corea del Sur | 28 - 12 | Singapur |  |  |

| 9 de noviembre | Taiwán | 26 - 19 | Tailandia |  |  |

| 11 de noviembre | Tailandia | 30 - 7 | Singapur |  |  |

| 11 de noviembre | Taiwán | 9 - 20 | Corea del Sur |  |  |

| 13 de noviembre | Corea del Sur | 12 - 12 | Tailandia |  |  |

| 13 de noviembre | Taiwán | 42 - 6 | Singapur |  |  |

### Grupo B
| Pos. | Equipo    | Encuentros | Encuentros | Encuentros | Encuentros | Tantos  | Tantos    | Tantos     | Puntos Totales |
| Pos. | Equipo    | jugados    | ganados    | empatados  | perdidos   | a favor | en contra | diferencia | Puntos Totales |
| ---- | --------- | ---------- | ---------- | ---------- | ---------- | ------- | --------- | ---------- | -------------- |
| 1    | Japón     | 3          | 3          | 0          | 0          | 244     | 9         | 235        | 6              |
| 2    | Hong Kong | 3          | 2          | 0          | 1          | 205     | 51        | 154        | 4              |
| 3    | Malasia   | 3          | 1          | 0          | 2          | 18      | 186       | - 168      | 2              |
| 4    | Sri Lanka | 3          | 0          | 0          | 3          | 4       | 225       | - 221      | 0              |

| 9 de noviembre | Japón | 91 - 3 | Malasia |  |  |

| 9 de noviembre | Sri Lanka | 0 - 108 | Hong Kong |  |  |

| 11 de noviembre | Malasia | 6 - 91 | Hong Kong |  |  |

| 11 de noviembre | Japón | 108 - 0 | Sri Lanka |  |  |

| 13 de noviembre | Japón | 45 - 6 | Hong Kong |  |  |

| 13 de noviembre | Malasia | 9 - 4 | Sri Lanka |  |  |

### Definición 3° puesto
| 16 de noviembre | Taiwán | 0 - 26 | Hong Kong |  |  |

### Final
| 16 de noviembre | Japón | 21 - 12 | Corea del Sur |  |  |

| Bandera de Japón |
| Campeón Japón    |
| Sexto título     |